# Myrcianthes
Myrcianthes es un género de plantas de la familia Myrtaceae. Es originario de la Sierra Norte del Perú, Cajamarca pero también se encuentran en algunas otras regiones.

## Descripción
Son árboles o arbustos de crecimiento lento, corteza exfoliante, madera firme resistente y gran dureza de color blanco; Hojas lisas de color pardo rojizo cuando están tiernas y verdes oscuras al madurar, persistentes, cartáceas o coriáceas; glándulas conspicuas o inconspicuas en una o en ambas superficies.
Inflorescencias axilares, en dicasios con 3-7 flores, la flor terminal sésil, las flores laterales generalmente pediceladas, o la inflorescencia reducida a una flor solitaria; brácteas lineares, caducas en la antesis o antes de esta. Flores 4-meras, o menos comúnmente 5-meras, o ambas; bractéolas similares a las brácteas, caducas en la antesis o antes de ésta, dejando marcas de cicatrices; hipanto no prolongado por encima de la punta superior del ovario; lobos del cáliz de aproximadamente el mismo tamaño, o el quinto ligeramente más pequeño; pétalos convexos; estambres numerosos; ovario 2-locular o 3-locular, los óvulos numerosos.
Frutos en bayas con el pericarpo carnosos; color cereza al madurar sabor dulce y agrio  semillas 1-2, reniformes, la cubierta de la semilla delgada y papirácea; cotiledones 2, característicos; radícula terete, c. 0.5 la longitud de los cotiledones; plúmula en general evidente en las semillas maduras, mucho más corta que la radícula.
Algunas especies como Myrcianthes rhopaloides, destaca por sus frutos comestibles.

## Taxonomía
El género fue descrito por Otto Karl Berg y publicado en Linnaea 27(3): 315. 1854[1856]. La especie tipo es: Myrcianthes apiculata O. Berg.

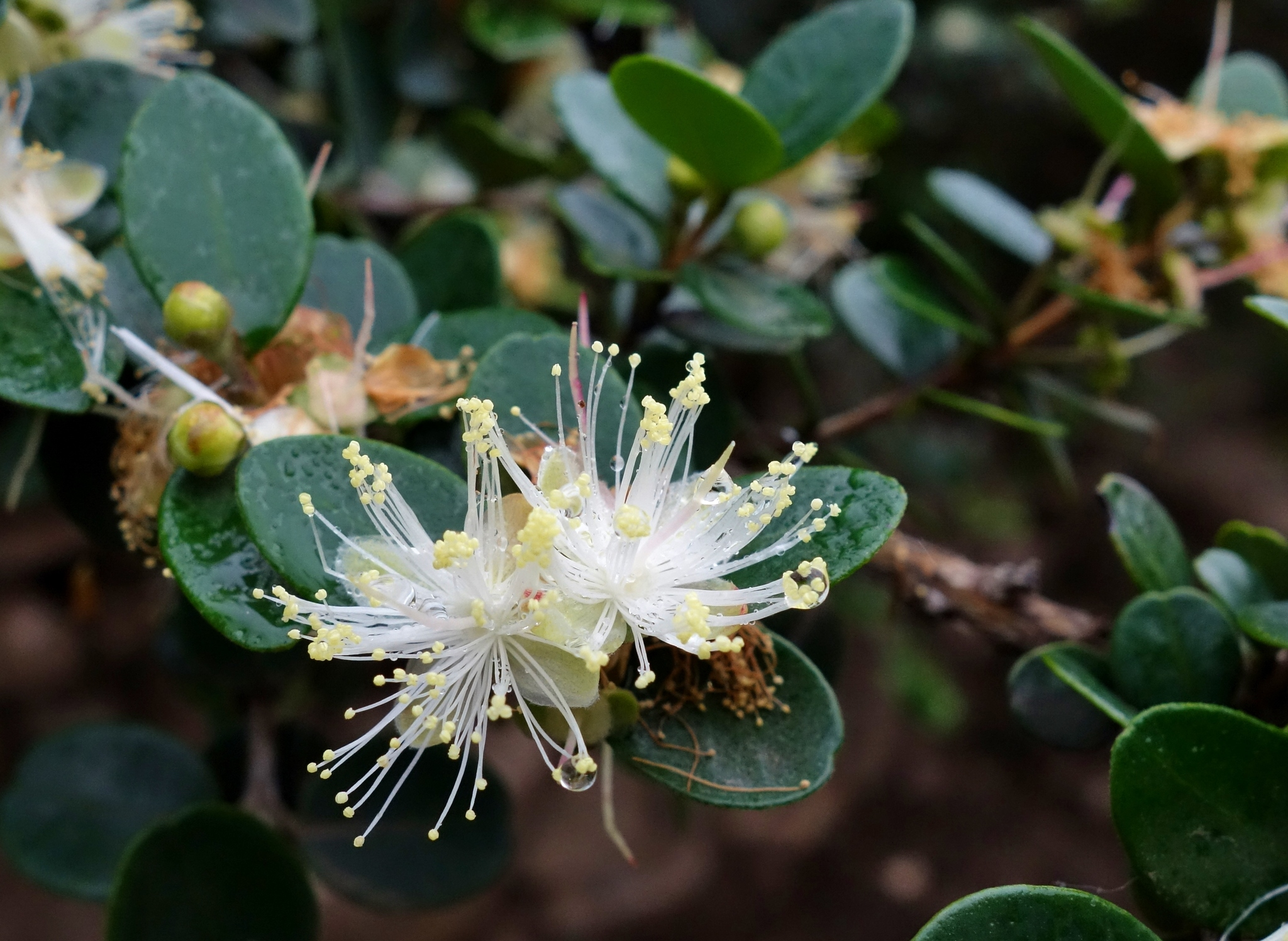

## Especies
Entre otras especies, forman parte de este género:
- Myrcianthes callicoma, McVaugh
- Myrcianthes coquimbensis, (Barnéoud) Landrum & Grifo
- Myrcianthes ferreyrae, McVaugh
- Myrcianthes fragrans, (Sw.) McVaugh
- Myrcianthes leucoxyla, (Ortega) McVaugh
- Myrcianthes oreophila, (Diels) McVaugh
- Myrcianthes pungens, (O.Berg) Legr.
- Myrcianthes rhopaloides, (Kunth) McVaugh